# D-Night
D-Night è il secondo EP del cantante sudcoreano Kim Dong-han, pubblicato nel 2018 dall'etichetta discografica Oui Entertainment.

## Tracce
1. Born
2. Call my name (네 이름은 불러줘)
3. Good Night Kiss
4. TIPSY
5. Don't Go Yet (아직은)